# 锡德里克·杰克逊
锡德里克·杰克逊（英語：Cedric Jackson，1986年3月5日—），美国NBA联盟前职业篮球运动员。